# Odontotrypes orichalceus
Odontotrypes orichalceus är en skalbaggsart som beskrevs av Leon Fairmaire 1895. Odontotrypes orichalceus ingår i släktet Odontotrypes och familjen tordyvlar. Inga underarter finns listade i Catalogue of Life.